# Chèo thuyền tại Đại hội Thể thao Đông Nam Á 2019
Chèo thuyền tại Đại hội Thể thao Đông Nam Á năm 2019 diễn ra từ ngày 6 đến 8 tháng 12 tại Triboa Bay, Subic, Philippines. Chương trình thi đấu bao gồm sáu nội dung theo tiêu chuẩn quốc tế: thuyền đơn nhẹ nam và nữ, thuyền đôi  hạng nhẹ nam và nữ, cùng đôi nam và đôi nữ không phân hạng (Pairs).
Đoàn thể thao Indonesia và chủ nhà Philippines cùng giành được 3 huy chương vàng.

## Quốc gia tham dự
- Indonesia
- Malaysia
- Myanmar
- Philippines
- Thái Lan
- Việt Nam

## Bảng huy chương
| Hạng               | Đoàn               | Vàng | Bạc | Đồng | Tổng số |
| ------------------ | ------------------ | ---- | --- | ---- | ------- |
| 1                  | Indonesia (INA)    | 3    | 0   | 2    | 5       |
| 2                  | Philippines (PHI)  | 3    | 0   | 1    | 4       |
| 3                  | Việt Nam (VIE)     | 0    | 3   | 1    | 4       |
| 4                  | Thái Lan (THA)     | 0    | 3   | 0    | 3       |
| 5                  | Myanmar (MYA)      | 0    | 0   | 2    | 2       |
| Tổng số (5 đơn vị) | Tổng số (5 đơn vị) | 6    | 6   | 6    | 18      |

## Tóm tắt kết quả

### Nam
| Nội dung            | Vàng                                                  | Bạc                                                   | Đồng                                       |
| ------------------- | ----------------------------------------------------- | ----------------------------------------------------- | ------------------------------------------ |
| Thuyền đơn hạng nhẹ | Cris Nievarez · Philippines                           | Siripong Chaiwichitchonkul · Thái Lan                 | Kakan Kusmana · Indonesia                  |
| Thuyền đôi hạng nhẹ | Indonesia · Mahendra Yanto · Ihram                    | Việt Nam · Nguyễn Văn Hà · Nhữ Đình Nam               | Philippines · Edgar Ilas · Roque Abala Jr. |
| Thuyền đôi          | Indonesia · Denri Maulidzar al Ghiffari · Ferdiansyah | Thái Lan · Nuttapong Sangpromcharee · Jaruwat Saensuk | Việt Nam · Lê Mậu Trường · Phan Mạnh Linh  |

### Nữ
| Nội dung            | Vàng                                                | Bạc                                      | Đồng                                |
| ------------------- | --------------------------------------------------- | ---------------------------------------- | ----------------------------------- |
| Thuyền đơn hạng nhẹ | Melcah Jen Caballero · Philippines                  | Rojjana Raklao · Thái Lan                | Mutiara Rahma Putri · Indonesia     |
| Thuyền đôi hạng nhẹ | Philippines · Joanie Delgaco · Melcah Jen Caballero | Việt Nam · Đinh Thị Hảo · Tạ Thanh Huyền | Myanmar · Shwe Zin Latt · Nilar Win |
| Thuyền đôi          | Indonesia · Julianti · Yayah Rokayah                | Việt Nam · Lê Thị Hiền · Phạm Thị Huệ    | Myanmar · Shwe Zin Latt · Nilar Win |

## References
1. ↑  "Lightweight single sculls Men trial".
2. ↑  "Lightweight single sculls Men final".
3. ↑  "Lightweight double sculls Men trial".
4. ↑  "Lightweight double sculls Men final".
5. ↑  "Pairs Men trial 1".
6. ↑  "Pairs Men trial 2".
7. ↑  "Pairs Men final".
8. ↑  "Lightweight single sculls Women trial".
9. ↑  "Lightweight single sculls Women final".
10. ↑  "Lightweight double sculls Women trial 1".
11. ↑  "Lightweight double sculls Women trial 2".
12. ↑  "Lightweight double sculls Women final".
13. ↑  "Pairs Women trial".
14. ↑  "Pairs Women final".

## External links
- Rowing results

Bản mẫu:Events at the 2019 SEA Games